# ФК Висла (Плоцк)
„Висла Плоцк“ – (на полски: Wisła Płock Spółka Akcyjna) е полски футболен клуб от град Плоцк, Мазовско войводство основан през 1947 година. Участник в Екстракласа от 2002 до 2007 години, до това – в Първа лига през 1994/95 и 1996/97. Най-големият им успех е Купата на Полша през сезона 2005/06. Три пъти отборът получава правото да играе за Купата на УЕФА.
Сред известните футболисти играли за клуба е вратарят Якуб Вежховски, етническия арменец Ваан Кеворкян, Елен Еренеуш (участник на Мондиал 2006 в состава на Полша), Славомир Пешко, Адриан Межеевски, а така също и Радослав Соболевски и Радослав Матуск. Играе на стадион „Казимеж Гурски“ (Плоцк, Лукашевича, 34). с капацитет – 12 798 зрители.

## Предишни имена
| Години | Име                                   |
| ------ | ------------------------------------- |
| 1947   | Електричност Elektryczność Płock      |
| 1950   | ЗС Огниво ZS Ogniwo Płock             |
| 1955   | ЗС Спарта ZS Sparta Płock             |
| 1955   | ПСК Висла PKS [Płocki KS] Wisła Płock |
| 1963   | ЗКС Висла ZKS Wisła Płock             |
| 1992   | ЗКС Петрохемия ZKS Petrochemia Płock  |
| 1999   | КС Петро KS Petro Płock               |
| 2000   | Орлен Orlen Płock                     |
| 2002   | ЗКС Висла ZKS Wisła Płock             |

## Успехи
- Екстракласа:
  - 4 място (1): 2004/05
- Купа на Полша:
  -  Носител (1): 2005/06
  -  Финалист (1): 2002/03
- Суперкупа на Полша:
  -  Носител (1): 2006

(Висла – Заглембе (Люблин) – 3:2, 3:1).
- I Лига (2 ниво)
  -  Шампион (2): 1996/97, 1998/99
- II Лига (3 ниво)
  -  Шампион (1): 2012/13

## Европейски клубни турнири
| Сезон                | Кръг                        | Страна | Клуб               | Домакин | Гост | Общ резултат |
| -------------------- | --------------------------- | ------ | ------------------ | ------- | ---- | ------------ |
| Купа на УЕФА 2003/04 | Първи квалификационен кръг. |        | Вентспилс          | 2:2     | 1:1  | 3:3          |
| Купа на УЕФА 2005/06 | Втори квалификационен кръг. |        | Грасхопърс (Цюрих) | 3:2     | 0:1  | 3:3          |
| Купа на УЕФА 2006/07 | Втори квалификационен кръг. |        | Черноморец (Одеса) | 1:1     | 0:0  | 1:1          |

## Български футболисти
- Борис Кондев: 2004 (1 мач- 0 гола)
- Димитър Илиев: 2014/17 (32 мача - 5 гола)